# Ben Zwiehoff
Ben Zwiehoff (Essen, 22 februari 1994) is een Duits wielrenner en mountainbiker die sinds 2021 uitkomt voor het in 2025 geheten Red Bull-BORA-hansgrohe.

## Carrière
Zwiehoff werd in 2014 tweede op de gemengde aflossing op de Europese kampioenschappen met de Duitse ploeg. Een jaar later werd hij Europees kampioen op dit onderdeel en in 2016 moest bij tevreden zijn met een bronzen medaille.
In 2021 tekende hij een contract bij BORA-hansgrohe, dat werd verlengd in 2022.

## Overwinningen

### Wegwielrennen
2025
Bergklassement Ronde van Romandië

#### Resultaten in voornaamste wedstrijden
| Jaar | Ronde van Italië | Ronde van Frankrijk | Ronde van Spanje |
| ---- | ---------------- | ------------------- | ---------------- |
| 2021 |                  |                     | 47e              |
| 2022 | 51e              |                     |                  |
| 2023 |                  |                     | 35e              |
| 2024 |                  |                     |                  |
| 2025 |                  |                     |                  |

| Jaar | Waalse Pijl | Clásica San Sebastián |
| ---- | ----------- | --------------------- |
| 2021 |             |                       |
| 2022 |             |                       |
| 2023 | 117e        |                       |
| 2024 |             | opgave                |
| 2025 |             | 61e                   |

#### Resultaten in kleinere rondes
| Jaar | UAE Tour |
| ---- | -------- |
| 2024 | 17e      |

### Mountainbike
2014
 EK Teamrelay (gemengde aflossing)
2015
 Teamrelay (gemengde aflossing)
2016
 EK Teamrelay (gemengde aflossing)

## Ploegen
- 2021 –  BORA-hansgrohe
- 2022 –  BORA-hansgrohe
- 2023 –  BORA-hansgrohe
- 2024 –  BORA-hansgrohe
- 2025 –  Red Bull-BORA-hansgrohe

Ackermann · Aleotti · Baška · Benedetti · Bodnar · Buchmann · Burghardt · Fabbro · Gamper · Großschartner · Kämna · Kelderman · Konrad · Laas · Meeus · Oss · Palzer (vanaf 1 april) · Politt · Pöstlberger · J. Sagan · P. Sagan · Schachmann · Schelling · Schillinger · Schwarzmann · Selig · Walls · Wandahl · Zwiehoff
Aleotti · Archbold · Benedetti · Bennett · Buchmann · Fabbro · Gamper · Großschartner · Haller · Higuita · Hindley · Kämna · Kelderman · Koch · Konrad · Laas · Lührs · Meeus · Mullen · Palzer · Politt · Pöstlberger · Schachmann · Schelling · Uijtdebroeks · van Poppel · Vlasov · Walls · Wandahl · Zwiehoff · Lipowitz (stagiair)
Aleotti · Archbold · Benedetti · Bennett · Buchmann · Denz · Fabbro · Gamper · Haller · Higuita · Hindley · Jungels · Kämna · Koch · Konrad · Koretzky · Lipowitz · Lührs · Meeus · Mullen · Palzer · Politt · Schachmann · Schelling · Uijtdebroeks · van Poppel · Vlasov · Walls · Wandahl · Zwiehoff
Adrià · Aleotti · Benedetti (tot 18/8) · Buchmann · Denz · Gamper · Hajek · Haller · Herzog · Higuita · Hindley · Jungels · Kämna · Koch · Lipowitz · Lührs · Maciejuk · Martínez · Meeus · Mullen · Palzer · Roglič · Schachmann · Sobrero · van Poppel · Vlasov · Wandahl · Welsford · Zwiehoff